# Fort Metal Cross
Fort Metal Cross är ett fort i närheten av fiskeläget Dixcove i västra regionen i Ghana som byggdes av britterna som Fort Dixcove år 1692.  
År 1683 började Brandenburg-Preussen att bygga Fort Groß Friedrichsburg på Brandenburgska guldkusten, omkring 15 kilometer väster om Dixcove. Fortet, som var färdigbyggt omkring 1690, blev snart en knutpunkt för handeln med guld och den handeln ville britterna överta. 
Fort Dixcove anfölls av preussarna och deras allierade vid flera tillfällen, men besegrades aldrig. Handeln med guld avbröts dock eftersom guldet från trakten var av dålig kvalitet och fortet blev reparationsvarv och senare fängelse.
År 1868 övertogs fortet av nederländarna som döpte det till Metalen Kruis efter en tilkallad kanonbåt. Försvaret av Nederländska Guldkusten var dyrt så 1872 övertogs området av britterna. De behöll det nederländska namnet på fortet men översatte det till Metal Cross.
År 1979 utsågs Fort Metal Cross tillsammans med tre befästningar och ett tiotal andra fort längs Ghanas kust till världsarv av Unesco.